# Proporzec (wojsko)
Proporzec – pododdział roty w piechocie polskiej XV–XVI wieku, liczący 50 żołnierzy. Dowódcą proporca był propornik.